# Liste des communes de la Vendée
Pour les autres listes de communes françaises, voir Listes des communes de France.
| - La Vendée en France métropolitaine. - Carte des communes de la Vendée. |

Le territoire du département de la Vendée se structure autour de communes d'inégales importances à la fois spatiale, en termes d'habitants et de densité, que la liste s'attache à présenter ci-après. Au 1er janvier 2025, le département compte 253 entités municipales.

## Historique
Le département de la Vendée a été créé le 4 mars 1790 en application de la loi du 22 décembre 1789. À l'origine, les limites des municipalités reposent sur un ensemble de 331 paroisses, connues, à partir de la Convention sous le nom uniforme de « communes ».
Dans la première moitié du XIXe siècle, un mouvement d'ampleur altère l'organisation territoriale du département par le biais de la fusion de communes. Alors que 35 rapprochements municipaux sont opérés jusqu'en 1834, essentiellement sous le règne de Charles X (19 fusions), seulement six « divorces » (défusions de communes) sont comptabilisés pendant la période. Cependant, on assiste, à partir du milieu du XIXe siècle, à une légère augmentation du nombre de municipalités par le processus de création de communes distinctes. En effet, à partir de 1853 et jusqu'en 1953, neuf territoires sont érigés en communes sur l'ensemble du département.
Dans les années 1960 et au début des années 1970, 10 rapprochements de communes sont opérés dans la Vendée par le biais de la fusion simple. Ils unissent alors essentiellement des territoires dont les chefs-lieux sont relativement proches, dans un contexte principalement urbain (Les Herbiers, Mortagne-sur-Sèvre, Chantonnay, La Roche-sur-Yon, Fontenay-le-Comte, Saint-Gilles-Croix-de-Vie et Sainte-Hermine).
À la suite de l'adoption de la loi Marcellin en 1972, le dispositif de l'association de communes émerge dans le département jusqu'en 2000. Toutefois, son impact reste limité : seules onze communes adoptent ce régime, entraînant l'érection de douze communes associées (anciennes communes dont le territoire persiste dotées d'un maire délégué). De plus, bien que deux communes associées aient été par la suite dissoutes (La Limouzinière et Saint-Nicolas-de-Brem), deux d'entre elles sont restaurées (La Chaize-Giraud et La Chapelle-Palluau), diminuant encore davantage l'effet du régime sur l'organisation du maillage municipal.
À partir du milieu des années 2010, dix-sept « mariages » de communes sont réalisés dans le cadre du dispositif de la commune nouvelle. Celui-ci, créé en 2010 par la loi de réforme des collectivités territoriales, permet à des communes de fusionner entre elles de façon simple (érection d'une nouvelle commune) ou plus complexe (érection d'une nouvelle commune avec des communes déléguées), et offre une certaine souplesse aux conseils municipaux résultant de leur rapprochement (conserver l'ancienne commune comme « commune déléguée », disposer ou non d'un maire délégué dans ce territoire, ou encore dissoudre l'ancienne commune, etc.). Les dernières communes à avoir été érigées sous ce statut sont celle de Saint-Jean-d'Hermine et de Cugand-la-Bernardière, fondées le 1er janvier 2025.

## Liste des communes
Le tableau suivant donne la liste des communes au 1er janvier 2025, en précisant leur code Insee, leur code postal principal, leur arrondissement, leur canton, leur intercommunalité, leur superficie, leur population et leur densité, d'après les chiffres de l'Insee issus du recensement 2022,.
| Nom                                 | Code Insee | Code postal       | Arrondissement      | Canton                                | Intercommunalité                                   | Superficie (km2) | Population (dernière pop. légale) | Densité (hab./km2) | Modifier                                    |
| ----------------------------------- | ---------- | ----------------- | ------------------- | ------------------------------------- | -------------------------------------------------- | ---------------- | --------------------------------- | ------------------ | ------------------------------------------- |
| La Roche-sur-Yon (préfecture)       | 85191      | 85000             | La Roche-sur-Yon    | La Roche-sur-Yon-1 La Roche-sur-Yon-2 | CA La Roche-sur-Yon - Agglomération                | 87,52            | 54 699 (2022)                     | 625                | modifier les données · modifier les données |
| Les Achards                         | 85152      | 85150             | Les Sables-d’Olonne | Talmont-Saint-Hilaire                 | Pays-des-Achards                                   | 30,30            | 5 451 (2022)                      | 180                | modifier les données · modifier les données |
| L'Aiguillon-la-Presqu'île           | 85001      | 85460             | Les Sables-d'Olonne | Mareuil-sur-Lay-Dissais               | CC Sud-Vendée-Littoral                             | 15,68            | 2 808 (2022)                      | 179                | modifier les données · modifier les données |
| L'Aiguillon-sur-Vie                 | 85002      | 85220             | Les Sables-d'Olonne | Saint-Hilaire-de-Riez                 | CA Pays de Saint-Gilles-Croix-de-Vie Agglomération | 23,22            | 2 207 (2022)                      | 95                 | modifier les données · modifier les données |
| Aizenay                             | 85003      | 85190             | La Roche-sur-Yon    | Aizenay                               | CC de Vie-et-Boulogne                              | 81,06            | 10 218 (2022)                     | 126                | modifier les données · modifier les données |
| Angles                              | 85004      | 85750             | Les Sables-d'Olonne | Mareuil-sur-Lay-Dissais               | CC Vendée-Grand-Littoral                           | 34,27            | 2 966 (2022)                      | 87                 | modifier les données · modifier les données |
| Antigny                             | 85005      | 85120             | Fontenay-le-Comte   | La Châtaigneraie                      | CC du Pays-de-la-Châtaigneraie                     | 22,17            | 1 035 (2022)                      | 47                 | modifier les données · modifier les données |
| Apremont                            | 85006      | 85220             | La Roche-sur-Yon    | Challans                              | CC de Vie-et-Boulogne                              | 29,73            | 2 028 (2022)                      | 68                 | modifier les données · modifier les données |
| Aubigny-Les Clouzeaux               | 85008      | 85430             | La Roche-sur-Yon    | La Roche-sur-Yon-2                    | CA La Roche-sur-Yon - Agglomération                | 52,28            | 7 129 (2022)                      | 136                | modifier les données · modifier les données |
| Auchay-sur-Vendée                   | 85009      | 85200             | Fontenay-le-Comte   | Fontenay-le-Comte                     | CC Pays-de-Fontenay-Vendée                         | 21,16            | 1 118 (2022)                      | 53                 | modifier les données · modifier les données |
| Avrillé                             | 85010      | 85440             | Les Sables-d'Olonne | Talmont-Saint-Hilaire                 | CC Vendée-Grand-Littoral                           | 25,03            | 1 408 (2022)                      | 56                 | modifier les données · modifier les données |
| Barbâtre                            | 85011      | 85630             | Les Sables-d'Olonne | Saint-Jean-de-Monts                   | CC de l'Île-de-Noirmoutier                         | 12,47            | 1 790 (2022)                      | 144                | modifier les données · modifier les données |
| La Barre-de-Monts                   | 85012      | 85550             | Les Sables-d'Olonne | Saint-Jean-de-Monts                   | CC Océan-Marais-de-Monts                           | 27,81            | 2 356 (2022)                      | 85                 | modifier les données · modifier les données |
| Bazoges-en-Paillers                 | 85013      | 85130             | La Roche-sur-Yon    | Montaigu-Vendée                       | CC du Pays-de-Saint-Fulgent-les-Essarts            | 11,45            | 1 551 (2022)                      | 135                | modifier les données · modifier les données |
| Bazoges-en-Pareds                   | 85014      | 85390             | Fontenay-le-Comte   | La Châtaigneraie                      | CC du Pays-de-la-Châtaigneraie                     | 33,83            | 1 161 (2022)                      | 34                 | modifier les données · modifier les données |
| Beaufou                             | 85015      | 85170             | La Roche-sur-Yon    | Aizenay                               | CC de Vie-et-Boulogne                              | 29,06            | 1 654 (2022)                      | 57                 | modifier les données · modifier les données |
| Beaulieu-sous-la-Roche              | 85016      | 85190             | Les Sables-d’Olonne | Talmont-Saint-Hilaire                 | Pays-des-Achards                                   | 25,47            | 2 366 (2022)                      | 93                 | modifier les données · modifier les données |
| Beaurepaire                         | 85017      | 85500             | La Roche-sur-Yon    | Mortagne-sur-Sèvre                    | CC du Pays des Herbiers                            | 24,19            | 2 406 (2022)                      | 99                 | modifier les données · modifier les données |
| Beauvoir-sur-Mer                    | 85018      | 85230             | Les Sables-d'Olonne | Saint-Jean-de-Monts                   | CC Challans-Gois-Communauté                        | 35,19            | 3 955 (2022)                      | 112                | modifier les données · modifier les données |
| Bellevigny                          | 85019      | 85170             | La Roche-sur-Yon    | Aizenay                               | CC de Vie-et-Boulogne                              | 38,52            | 6 239 (2022)                      | 162                | modifier les données · modifier les données |
| Benet                               | 85020      | 85490             | Fontenay-le-Comte   | Fontenay-le-Comte                     | CC Vendée-Sèvre-Autise                             | 50,01            | 4 059 (2022)                      | 81                 | modifier les données · modifier les données |
| Le Bernard                          | 85022      | 85560             | Les Sables-d'Olonne | Talmont-Saint-Hilaire                 | CC Vendée-Grand-Littoral                           | 27,37            | 1 320 (2022)                      | 48                 | modifier les données · modifier les données |
| Bessay                              | 85023      | 85320             | Fontenay-le-Comte   | Mareuil-sur-Lay-Dissais               | CC Sud-Vendée-Littoral                             | 10,79            | 449 (2022)                        | 42                 | modifier les données · modifier les données |
| Bois-de-Céné                        | 85024      | 85710             | Les Sables-d'Olonne | Challans                              | CC Challans-Gois-Communauté                        | 41,89            | 2 215 (2022)                      | 53                 | modifier les données · modifier les données |
| La Boissière-de-Montaigu            | 85025      | 85600             | La Roche-sur-Yon    | Montaigu-Vendée                       | CA Terres de Montaigu, communauté d'agglomération  | 29,10            | 2 295 (2022)                      | 79                 | modifier les données · modifier les données |
| La Boissière-des-Landes             | 85026      | 85430             | Les Sables-d'Olonne | Mareuil-sur-Lay-Dissais               | CC Vendée-Grand-Littoral                           | 23,74            | 1 465 (2022)                      | 62                 | modifier les données · modifier les données |
| Bouillé-Courdault                   | 85028      | 85420             | Fontenay-le-Comte   | Fontenay-le-Comte                     | CC Vendée-Sèvre-Autise                             | 9,73             | 595 (2022)                        | 61                 | modifier les données · modifier les données |
| Bouin                               | 85029      | 85230             | Les Sables-d'Olonne | Saint-Jean-de-Monts                   | CC Challans-Gois-Communauté                        | 51,31            | 2 169 (2022)                      | 42                 | modifier les données · modifier les données |
| Le Boupère                          | 85031      | 85510             | Fontenay-le-Comte   | Chantonnay                            | CC du Pays-de-Pouzauges                            | 43,48            | 3 170 (2022)                      | 73                 | modifier les données · modifier les données |
| Bourneau                            | 85033      | 85200             | Fontenay-le-Comte   | La Châtaigneraie                      | CC Pays-de-Fontenay-Vendée                         | 16,36            | 717 (2022)                        | 44                 | modifier les données · modifier les données |
| Bournezeau                          | 85034      | 85480             | La Roche-sur-Yon    | Chantonnay                            | CC du Pays-de-Chantonnay                           | 60,49            | 3 471 (2022)                      | 57                 | modifier les données · modifier les données |
| Brem-sur-Mer                        | 85243      | 85470             | Les Sables-d'Olonne | Saint-Hilaire-de-Riez                 | CA Pays de Saint-Gilles-Croix-de-Vie Agglomération | 15,85            | 2 933 (2022)                      | 185                | modifier les données · modifier les données |
| Bretignolles-sur-Mer                | 85035      | 85470             | Les Sables-d'Olonne | Saint-Hilaire-de-Riez                 | CA Pays de Saint-Gilles-Croix-de-Vie Agglomération | 27,32            | 5 139 (2022)                      | 188                | modifier les données · modifier les données |
| La Bretonnière-la-Claye             | 85036      | 85320             | Fontenay-le-Comte   | Mareuil-sur-Lay-Dissais               | CC Sud-Vendée-Littoral                             | 16,48            | 587 (2022)                        | 36                 | modifier les données · modifier les données |
| Les Brouzils                        | 85038      | 85260             | La Roche-sur-Yon    | Montaigu-Vendée                       | CC du Pays-de-Saint-Fulgent-les-Essarts            | 41,25            | 2 916 (2022)                      | 71                 | modifier les données · modifier les données |
| La Bruffière                        | 85039      | 85530             | La Roche-sur-Yon    | Mortagne-sur-Sèvre                    | CA Terres de Montaigu, communauté d'agglomération  | 40,42            | 4 015 (2022)                      | 99                 | modifier les données · modifier les données |
| La Caillère-Saint-Hilaire           | 85040      | 85410             | Fontenay-le-Comte   | La Châtaigneraie                      | CC Sud-Vendée-Littoral                             | 15,28            | 1 100 (2022)                      | 72                 | modifier les données · modifier les données |
| Chaillé-les-Marais                  | 85042      | 85450             | Fontenay-le-Comte   | Luçon                                 | CC Sud-Vendée-Littoral                             | 39,96            | 1 909 (2022)                      | 48                 | modifier les données · modifier les données |
| La Chaize-Giraud                    | 85045      | 85220             | Les Sables-d'Olonne | Saint-Hilaire-de-Riez                 | CA Pays de Saint-Gilles-Croix-de-Vie Agglomération | 2,71             | 1 103 (2022)                      | 407                | modifier les données · modifier les données |
| La Chaize-le-Vicomte                | 85046      | 85310             | La Roche-sur-Yon    | La Roche-sur-Yon-2                    | CA La Roche-sur-Yon - Agglomération                | 49,51            | 3 883 (2022)                      | 78                 | modifier les données · modifier les données |
| Challans                            | 85047      | 85300             | Les Sables-d'Olonne | Challans                              | CC Challans-Gois-Communauté                        | 64,84            | 22 890 (2022)                     | 353                | modifier les données · modifier les données |
| Le Champ-Saint-Père                 | 85050      | 85540             | Les Sables-d'Olonne | Mareuil-sur-Lay-Dissais               | CC Vendée-Grand-Littoral                           | 24,67            | 2 041 (2022)                      | 83                 | modifier les données · modifier les données |
| Champagné-les-Marais                | 85049      | 85450             | Fontenay-le-Comte   | Luçon                                 | CC Sud-Vendée-Littoral                             | 49,82            | 1 816 (2022)                      | 36                 | modifier les données · modifier les données |
| Chantonnay                          | 85051      | 85110             | La Roche-sur-Yon    | Chantonnay                            | CC du Pays-de-Chantonnay                           | 82,91            | 8 518 (2022)                      | 103                | modifier les données · modifier les données |
| Chanverrie                          | 85302      | 85130 85500       | La Roche-sur-Yon    | Mortagne-sur-Sèvre                    | CC du Pays-de-Mortagne                             | 59,21            | 5 580 (2022)                      | 94                 | modifier les données · modifier les données |
| La Chapelle-Hermier                 | 85054      | 85220             | Les Sables-d’Olonne | Talmont-Saint-Hilaire                 | Pays-des-Achards                                   | 17,94            | 1 083 (2022)                      | 60                 | modifier les données · modifier les données |
| La Chapelle-Palluau                 | 85055      | 85670             | La Roche-sur-Yon    | Challans                              | CC de Vie-et-Boulogne                              | 13,01            | 1 108 (2022)                      | 85                 | modifier les données · modifier les données |
| La Chapelle-Thémer                  | 85056      | 85210             | Fontenay-le-Comte   | La Châtaigneraie                      | CC Sud-Vendée-Littoral                             | 15,10            | 394 (2022)                        | 26                 | modifier les données · modifier les données |
| Chasnais                            | 85058      | 85400             | Fontenay-le-Comte   | Luçon                                 | CC Sud-Vendée-Littoral                             | 10,77            | 792 (2022)                        | 74                 | modifier les données · modifier les données |
| La Châtaigneraie                    | 85059      | 85120             | Fontenay-le-Comte   | La Châtaigneraie                      | CC du Pays-de-la-Châtaigneraie                     | 7,94             | 2 590 (2022)                      | 326                | modifier les données · modifier les données |
| Château-Guibert                     | 85061      | 85320             | Fontenay-le-Comte   | Mareuil-sur-Lay-Dissais               | CC Sud-Vendée-Littoral                             | 35,16            | 1 550 (2022)                      | 44                 | modifier les données · modifier les données |
| Châteauneuf                         | 85062      | 85710             | Les Sables-d'Olonne | Challans                              | CC Challans-Gois-Communauté                        | 15,92            | 1 144 (2022)                      | 72                 | modifier les données · modifier les données |
| Chauché                             | 85064      | 85140             | La Roche-sur-Yon    | Montaigu-Vendée                       | CC du Pays-de-Saint-Fulgent-les-Essarts            | 41,99            | 2 559 (2022)                      | 61                 | modifier les données · modifier les données |
| Chavagnes-en-Paillers               | 85065      | 85250             | La Roche-sur-Yon    | Montaigu-Vendée                       | CC du Pays-de-Saint-Fulgent-les-Essarts            | 40,57            | 3 648 (2022)                      | 90                 | modifier les données · modifier les données |
| Chavagnes-les-Redoux                | 85066      | 85390             | Fontenay-le-Comte   | Les Herbiers                          | CC du Pays-de-Pouzauges                            | 13,34            | 847 (2022)                        | 63                 | modifier les données · modifier les données |
| Cheffois                            | 85067      | 85390             | Fontenay-le-Comte   | La Châtaigneraie                      | CC du Pays-de-la-Châtaigneraie                     | 18,63            | 1 002 (2022)                      | 54                 | modifier les données · modifier les données |
| Coëx                                | 85070      | 85220             | Les Sables-d'Olonne | Saint-Hilaire-de-Riez                 | CA Pays de Saint-Gilles-Croix-de-Vie Agglomération | 39,56            | 3 416 (2022)                      | 86                 | modifier les données · modifier les données |
| Commequiers                         | 85071      | 85220             | Les Sables-d'Olonne | Saint-Hilaire-de-Riez                 | CA Pays de Saint-Gilles-Croix-de-Vie Agglomération | 40,26            | 3 708 (2022)                      | 92                 | modifier les données · modifier les données |
| La Copechagnière                    | 85072      | 85260             | La Roche-sur-Yon    | Montaigu-Vendée                       | CC du Pays-de-Saint-Fulgent-les-Essarts            | 9,68             | 1 047 (2022)                      | 108                | modifier les données · modifier les données |
| Corpe                               | 85073      | 85320             | Fontenay-le-Comte   | Mareuil-sur-Lay-Dissais               | CC Sud-Vendée-Littoral                             | 17,10            | 1 025 (2022)                      | 60                 | modifier les données · modifier les données |
| La Couture                          | 85074      | 85320             | Fontenay-le-Comte   | Mareuil-sur-Lay-Dissais               | CC Sud-Vendée-Littoral                             | 7,03             | 229 (2022)                        | 33                 | modifier les données · modifier les données |
| Cugand-la-Bernardière               | 85076      | 85610             | La Roche-sur-Yon    | Mortagne-sur-Sèvre                    | CA Terres de Montaigu, communauté d'agglomération  | 28,56            | 5 659 (2022)                      | 198                | modifier les données · modifier les données |
| Curzon                              | 85077      | 85540             | Les Sables-d'Olonne | Mareuil-sur-Lay-Dissais               | CC Vendée-Grand-Littoral                           | 5,90             | 492 (2022)                        | 83                 | modifier les données · modifier les données |
| Damvix                              | 85078      | 85420             | Fontenay-le-Comte   | Fontenay-le-Comte                     | CC Vendée-Sèvre-Autise                             | 11,66            | 731 (2022)                        | 63                 | modifier les données · modifier les données |
| Doix lès Fontaines                  | 85080      | 85200             | Fontenay-le-Comte   | Fontenay-le-Comte                     | CC Pays-de-Fontenay-Vendée                         | 23,87            | 1 757 (2022)                      | 74                 | modifier les données · modifier les données |
| Dompierre-sur-Yon                   | 85081      | 85170             | La Roche-sur-Yon    | La Roche-sur-Yon-1                    | CA La Roche-sur-Yon - Agglomération                | 33,60            | 4 535 (2022)                      | 135                | modifier les données · modifier les données |
| Les Epesses                         | 85082      | 85590             | La Roche-sur-Yon    | Les Herbiers                          | CC du Pays des Herbiers                            | 31,29            | 2 984 (2022)                      | 95                 | modifier les données · modifier les données |
| L'Épine                             | 85083      | 85740             | Les Sables-d'Olonne | Saint-Jean-de-Monts                   | CC de l'Île-de-Noirmoutier                         | 8,95             | 1 643 (2022)                      | 184                | modifier les données · modifier les données |
| Essarts-en-Bocage                   | 85084      | 85140             | La Roche-sur-Yon    | Chantonnay                            | CC du Pays-de-Saint-Fulgent-les-Essarts            | 68,47            | 6 835 (2022)                      | 100                | modifier les données · modifier les données |
| Falleron                            | 85086      | 85670             | La Roche-sur-Yon    | Challans                              | CC de Vie-et-Boulogne                              | 28,64            | 1 704 (2022)                      | 59                 | modifier les données · modifier les données |
| Faymoreau                           | 85087      | 85240             | Fontenay-le-Comte   | Fontenay-le-Comte                     | CC Vendée-Sèvre-Autise                             | 10,99            | 205 (2022)                        | 19                 | modifier les données · modifier les données |
| Le Fenouiller                       | 85088      | 85800             | Les Sables-d'Olonne | Saint-Hilaire-de-Riez                 | CA Pays de Saint-Gilles-Croix-de-Vie Agglomération | 17,81            | 4 978 (2022)                      | 280                | modifier les données · modifier les données |
| La Ferrière                         | 85089      | 85280             | La Roche-sur-Yon    | Chantonnay                            | CA La Roche-sur-Yon - Agglomération                | 47,17            | 5 411 (2022)                      | 115                | modifier les données · modifier les données |
| Fontenay-le-Comte                   | 85092      | 85200             | Fontenay-le-Comte   | Fontenay-le-Comte                     | CC Pays-de-Fontenay-Vendée                         | 34,05            | 13 806 (2022)                     | 405                | modifier les données · modifier les données |
| Fougeré                             | 85093      | 85480             | La Roche-sur-Yon    | Chantonnay                            | CA La Roche-sur-Yon - Agglomération                | 26,89            | 1 242 (2022)                      | 46                 | modifier les données · modifier les données |
| Foussais-Payré                      | 85094      | 85240             | Fontenay-le-Comte   | Fontenay-le-Comte                     | CC Pays-de-Fontenay-Vendée                         | 34,42            | 1 176 (2022)                      | 34                 | modifier les données · modifier les données |
| Froidfond                           | 85095      | 85300             | Les Sables-d'Olonne | Challans                              | CC Challans-Gois-Communauté                        | 21,51            | 2 128 (2022)                      | 99                 | modifier les données · modifier les données |
| La Garnache                         | 85096      | 85710             | Les Sables-d'Olonne | Challans                              | CC Challans-Gois-Communauté                        | 59,49            | 5 413 (2022)                      | 91                 | modifier les données · modifier les données |
| La Gaubretière                      | 85097      | 85130             | La Roche-sur-Yon    | Mortagne-sur-Sèvre                    | CC du Pays-de-Mortagne                             | 30,33            | 3 223 (2022)                      | 106                | modifier les données · modifier les données |
| La Genétouze                        | 85098      | 85190             | La Roche-sur-Yon    | Aizenay                               | CC de Vie-et-Boulogne                              | 13,12            | 1 963 (2022)                      | 150                | modifier les données · modifier les données |
| Le Girouard                         | 85099      | 85150             | Les Sables-d’Olonne | Talmont-Saint-Hilaire                 | Pays-des-Achards                                   | 25,10            | 1 144 (2022)                      | 46                 | modifier les données · modifier les données |
| Givrand                             | 85100      | 85800             | Les Sables-d'Olonne | Saint-Hilaire-de-Riez                 | CA Pays de Saint-Gilles-Croix-de-Vie Agglomération | 11,69            | 2 216 (2022)                      | 190                | modifier les données · modifier les données |
| Le Givre                            | 85101      | 85540             | Les Sables-d'Olonne | Mareuil-sur-Lay-Dissais               | CC Vendée-Grand-Littoral                           | 12,42            | 484 (2022)                        | 39                 | modifier les données · modifier les données |
| Grand'Landes                        | 85102      | 85670             | La Roche-sur-Yon    | Challans                              | CC de Vie-et-Boulogne                              | 20,49            | 725 (2022)                        | 35                 | modifier les données · modifier les données |
| Grosbreuil                          | 85103      | 85440             | Les Sables-d'Olonne | Talmont-Saint-Hilaire                 | CC Vendée-Grand-Littoral                           | 36,33            | 2 216 (2022)                      | 61                 | modifier les données · modifier les données |
| Grues                               | 85104      | 85580             | Fontenay-le-Comte   | Luçon                                 | CC Sud-Vendée-Littoral                             | 47,18            | 910 (2022)                        | 19                 | modifier les données · modifier les données |
| Le Gué-de-Velluire                  | 85105      | 85770             | Fontenay-le-Comte   | Luçon                                 | CC Sud-Vendée-Littoral                             | 12,81            | 516 (2022)                        | 40                 | modifier les données · modifier les données |
| La Guérinière                       | 85106      | 85680             | Les Sables-d'Olonne | Saint-Jean-de-Monts                   | CC de l'Île-de-Noirmoutier                         | 7,82             | 1 335 (2022)                      | 171                | modifier les données · modifier les données |
| L'Herbergement                      | 85108      | 85260             | La Roche-sur-Yon    | Aizenay                               | CA Terres de Montaigu, communauté d'agglomération  | 16,75            | 3 437 (2022)                      | 205                | modifier les données · modifier les données |
| Les Herbiers                        | 85109      | 85500             | La Roche-sur-Yon    | Les Herbiers                          | CC du Pays des Herbiers                            | 88,78            | 16 589 (2022)                     | 187                | modifier les données · modifier les données |
| L'Hermenault                        | 85110      | 85570             | Fontenay-le-Comte   | La Châtaigneraie                      | CC Pays-de-Fontenay-Vendée                         | 11,42            | 903 (2022)                        | 79                 | modifier les données · modifier les données |
| L'Île-d'Elle                        | 85111      | 85770             | Fontenay-le-Comte   | Luçon                                 | CC Sud-Vendée-Littoral                             | 19,09            | 1 505 (2022)                      | 79                 | modifier les données · modifier les données |
| L'Île-d'Olonne                      | 85112      | 85340             | Les Sables-d'Olonne | Talmont-Saint-Hilaire                 | CA Les Sables-d'Olonne-Agglomération               | 19,23            | 2 805 (2022)                      | 146                | modifier les données · modifier les données |
| L'Île-d'Yeu                         | 85113      | 85350             | Les Sables-d'Olonne | L’Île-d'Yeu                           | -                                                  | 23,32            | 4 887 (2022)                      | 210                | modifier les données · modifier les données |
| Jard-sur-Mer                        | 85114      | 85520             | Les Sables-d'Olonne | Talmont-Saint-Hilaire                 | CC Vendée-Grand-Littoral                           | 16,57            | 3 046 (2022)                      | 184                | modifier les données · modifier les données |
| La Jaudonnière                      | 85115      | 85110             | Fontenay-le-Comte   | La Châtaigneraie                      | CC Sud-Vendée-Littoral                             | 8,27             | 647 (2022)                        | 78                 | modifier les données · modifier les données |
| La Jonchère                         | 85116      | 85540             | Les Sables-d'Olonne | Mareuil-sur-Lay-Dissais               | CC Vendée-Grand-Littoral                           | 11,50            | 483 (2022)                        | 42                 | modifier les données · modifier les données |
| Lairoux                             | 85117      | 85400             | Fontenay-le-Comte   | Luçon                                 | CC Sud-Vendée-Littoral                             | 13,19            | 601 (2022)                        | 46                 | modifier les données · modifier les données |
| Landeronde                          | 85118      | 85150             | La Roche-sur-Yon    | La Roche-sur-Yon-1                    | CA La Roche-sur-Yon - Agglomération                | 17,96            | 2 285 (2022)                      | 127                | modifier les données · modifier les données |
| Les Landes-Genusson                 | 85119      | 85130             | La Roche-sur-Yon    | Mortagne-sur-Sèvre                    | CC du Pays-de-Mortagne                             | 31,33            | 2 572 (2022)                      | 82                 | modifier les données · modifier les données |
| Landevieille                        | 85120      | 85220             | Les Sables-d'Olonne | Saint-Hilaire-de-Riez                 | CA Pays de Saint-Gilles-Croix-de-Vie Agglomération | 13,57            | 1 512 (2022)                      | 111                | modifier les données · modifier les données |
| Le Langon                           | 85121      | 85370             | Fontenay-le-Comte   | Fontenay-le-Comte                     | CC Pays-de-Fontenay-Vendée                         | 23,74            | 1 050 (2022)                      | 44                 | modifier les données · modifier les données |
| Liez                                | 85123      | 85420             | Fontenay-le-Comte   | Fontenay-le-Comte                     | CC Vendée-Sèvre-Autise                             | 8,38             | 296 (2022)                        | 35                 | modifier les données · modifier les données |
| Loge-Fougereuse                     | 85125      | 85120             | Fontenay-le-Comte   | La Châtaigneraie                      | CC du Pays-de-la-Châtaigneraie                     | 10,37            | 383 (2022)                        | 37                 | modifier les données · modifier les données |
| Longèves                            | 85126      | 85200             | Fontenay-le-Comte   | Fontenay-le-Comte                     | CC Pays-de-Fontenay-Vendée                         | 11,72            | 1 360 (2022)                      | 116                | modifier les données · modifier les données |
| Longeville-sur-Mer                  | 85127      | 85560             | Les Sables-d'Olonne | Talmont-Saint-Hilaire                 | CC Vendée-Grand-Littoral                           | 38,05            | 2 442 (2022)                      | 64                 | modifier les données · modifier les données |
| Luçon                               | 85128      | 85400             | Fontenay-le-Comte   | Luçon                                 | CC Sud-Vendée-Littoral                             | 31,52            | 9 450 (2022)                      | 300                | modifier les données · modifier les données |
| Les Lucs-sur-Boulogne               | 85129      | 85170             | La Roche-sur-Yon    | Aizenay                               | CC de Vie-et-Boulogne                              | 53,15            | 3 671 (2022)                      | 69                 | modifier les données · modifier les données |
| Maché                               | 85130      | 85190             | La Roche-sur-Yon    | Challans                              | CC de Vie-et-Boulogne                              | 18,13            | 1 754 (2022)                      | 97                 | modifier les données · modifier les données |
| Les Magnils-Reigniers               | 85131      | 85400             | Fontenay-le-Comte   | Luçon                                 | CC Sud-Vendée-Littoral                             | 17,96            | 1 461 (2022)                      | 81                 | modifier les données · modifier les données |
| Maillé                              | 85132      | 85420             | Fontenay-le-Comte   | Fontenay-le-Comte                     | CC Vendée-Sèvre-Autise                             | 17,66            | 757 (2022)                        | 43                 | modifier les données · modifier les données |
| Maillezais                          | 85133      | 85420             | Fontenay-le-Comte   | Fontenay-le-Comte                     | CC Vendée-Sèvre-Autise                             | 20,33            | 895 (2022)                        | 44                 | modifier les données · modifier les données |
| Mallièvre                           | 85134      | 85590             | La Roche-sur-Yon    | Mortagne-sur-Sèvre                    | CC du Pays-de-Mortagne                             | 0,20             | 240 (2022)                        | 1 200              | modifier les données · modifier les données |
| Mareuil-sur-Lay-Dissais             | 85135      | 85320             | Fontenay-le-Comte   | Mareuil-sur-Lay-Dissais               | CC Sud-Vendée-Littoral                             | 25,65            | 2 773 (2022)                      | 108                | modifier les données · modifier les données |
| Marillet                            | 85136      | 85240             | Fontenay-le-Comte   | La Châtaigneraie                      | CC du Pays-de-la-Châtaigneraie                     | 4,25             | 124 (2022)                        | 29                 | modifier les données · modifier les données |
| Marsais-Sainte-Radégonde            | 85137      | 85570             | Fontenay-le-Comte   | La Châtaigneraie                      | CC Pays-de-Fontenay-Vendée                         | 14,77            | 526 (2022)                        | 36                 | modifier les données · modifier les données |
| Martinet                            | 85138      | 85150             | Les Sables-d’Olonne | Talmont-Saint-Hilaire                 | Pays-des-Achards                                   | 18,11            | 1 199 (2022)                      | 66                 | modifier les données · modifier les données |
| Le Mazeau                           | 85139      | 85420             | Fontenay-le-Comte   | Fontenay-le-Comte                     | CC Vendée-Sèvre-Autise                             | 8,23             | 457 (2022)                        | 56                 | modifier les données · modifier les données |
| La Meilleraie-Tillay                | 85140      | 85700             | Fontenay-le-Comte   | Les Herbiers                          | CC du Pays-de-Pouzauges                            | 20,13            | 1 489 (2022)                      | 74                 | modifier les données · modifier les données |
| Menomblet                           | 85141      | 85700             | Fontenay-le-Comte   | La Châtaigneraie                      | CC du Pays-de-la-Châtaigneraie                     | 20,95            | 681 (2022)                        | 33                 | modifier les données · modifier les données |
| La Merlatière                       | 85142      | 85140             | La Roche-sur-Yon    | Chantonnay                            | CC du Pays-de-Saint-Fulgent-les-Essarts            | 14,86            | 1 010 (2022)                      | 68                 | modifier les données · modifier les données |
| Mervent                             | 85143      | 85200             | Fontenay-le-Comte   | Fontenay-le-Comte                     | CC Pays-de-Fontenay-Vendée                         | 22,23            | 1 073 (2022)                      | 48                 | modifier les données · modifier les données |
| Mesnard-la-Barotière                | 85144      | 85500             | La Roche-sur-Yon    | Montaigu-Vendée                       | CC du Pays des Herbiers                            | 11,83            | 1 560 (2022)                      | 132                | modifier les données · modifier les données |
| Monsireigne                         | 85145      | 85110             | Fontenay-le-Comte   | Les Herbiers                          | CC du Pays-de-Pouzauges                            | 20,50            | 989 (2022)                        | 48                 | modifier les données · modifier les données |
| Montaigu-Vendée                     | 85146      | 85600             | La Roche-sur-Yon    | Montaigu-Vendée                       | CA Terres de Montaigu, communauté d'agglomération  | 116,65           | 20 754 (2022)                     | 178                | modifier les données · modifier les données |
| Montournais                         | 85147      | 85700             | Fontenay-le-Comte   | Les Herbiers                          | CC du Pays-de-Pouzauges                            | 29,14            | 1 626 (2022)                      | 56                 | modifier les données · modifier les données |
| Montreuil                           | 85148      | 85200             | Fontenay-le-Comte   | Fontenay-le-Comte                     | CC Pays-de-Fontenay-Vendée                         | 12,03            | 820 (2022)                        | 68                 | modifier les données · modifier les données |
| Montréverd                          | 85197      | 85260             | La Roche-sur-Yon    | Aizenay                               | CA Terres de Montaigu, communauté d'agglomération  | 48,47            | 3 833 (2022)                      | 79                 | modifier les données · modifier les données |
| Moreilles                           | 85149      | 85450             | Fontenay-le-Comte   | Luçon                                 | CC Sud-Vendée-Littoral                             | 19,68            | 408 (2022)                        | 21                 | modifier les données · modifier les données |
| Mortagne-sur-Sèvre                  | 85151      | 85290             | La Roche-sur-Yon    | Mortagne-sur-Sèvre                    | CC du Pays-de-Mortagne                             | 21,94            | 6 065 (2022)                      | 276                | modifier les données · modifier les données |
| Mouchamps                           | 85153      | 85640             | La Roche-sur-Yon    | Les Herbiers                          | CC du Pays des Herbiers                            | 55,00            | 2 986 (2022)                      | 54                 | modifier les données · modifier les données |
| Mouilleron-le-Captif                | 85155      | 85000             | La Roche-sur-Yon    | La Roche-sur-Yon-1                    | CA La Roche-sur-Yon - Agglomération                | 19,73            | 5 209 (2022)                      | 264                | modifier les données · modifier les données |
| Mouilleron-Saint-Germain            | 85154      | 85390             | Fontenay-le-Comte   | La Châtaigneraie                      | CC du Pays-de-la-Châtaigneraie                     | 28,40            | 1 749 (2022)                      | 62                 | modifier les données · modifier les données |
| Moutiers-les-Mauxfaits              | 85156      | 85540             | Les Sables-d'Olonne | Mareuil-sur-Lay-Dissais               | CC Vendée-Grand-Littoral                           | 9,23             | 2 341 (2022)                      | 254                | modifier les données · modifier les données |
| Moutiers-sur-le-Lay                 | 85157      | 85320             | Fontenay-le-Comte   | Mareuil-sur-Lay-Dissais               | CC Sud-Vendée-Littoral                             | 18,28            | 823 (2022)                        | 45                 | modifier les données · modifier les données |
| Mouzeuil-Saint-Martin               | 85158      | 85370             | Fontenay-le-Comte   | Luçon                                 | CC Pays-de-Fontenay-Vendée                         | 25,85            | 1 211 (2022)                      | 47                 | modifier les données · modifier les données |
| Nalliers                            | 85159      | 85370             | Fontenay-le-Comte   | Luçon                                 | CC Sud-Vendée-Littoral                             | 33,61            | 2 372 (2022)                      | 71                 | modifier les données · modifier les données |
| Nesmy                               | 85160      | 85310             | La Roche-sur-Yon    | La Roche-sur-Yon-2                    | CA La Roche-sur-Yon - Agglomération                | 24,52            | 3 056 (2022)                      | 125                | modifier les données · modifier les données |
| Nieul-le-Dolent                     | 85161      | 85430             | Les Sables-d’Olonne | Talmont-Saint-Hilaire                 | Pays-des-Achards                                   | 27,50            | 2 546 (2022)                      | 93                 | modifier les données · modifier les données |
| Noirmoutier-en-l'Île                | 85163      | 85330             | Les Sables-d'Olonne | Saint-Jean-de-Monts                   | CC de l'Île-de-Noirmoutier                         | 19,59            | 4 502 (2022)                      | 230                | modifier les données · modifier les données |
| Notre-Dame-de-Monts                 | 85164      | 85690             | Les Sables-d'Olonne | Saint-Jean-de-Monts                   | CC Océan-Marais-de-Monts                           | 20,62            | 2 293 (2022)                      | 111                | modifier les données · modifier les données |
| Notre-Dame-de-Riez                  | 85189      | 85270             | Les Sables-d'Olonne | Saint-Jean-de-Monts                   | CA Pays de Saint-Gilles-Croix-de-Vie Agglomération | 14,62            | 2 179 (2022)                      | 149                | modifier les données · modifier les données |
| L'Oie                               | 85165      | 85140             | La Roche-sur-Yon    | Chantonnay                            | CC du Pays-de-Saint-Fulgent-les-Essarts            | 14,06            | 1 264 (2022)                      | 90                 | modifier les données · modifier les données |
| L'Orbrie                            | 85167      | 85200             | Fontenay-le-Comte   | Fontenay-le-Comte                     | CC Pays-de-Fontenay-Vendée                         | 9,63             | 801 (2022)                        | 83                 | modifier les données · modifier les données |
| Palluau                             | 85169      | 85670             | La Roche-sur-Yon    | Challans                              | CC de Vie-et-Boulogne                              | 7,43             | 1 110 (2022)                      | 149                | modifier les données · modifier les données |
| Péault                              | 85171      | 85320             | Fontenay-le-Comte   | Mareuil-sur-Lay-Dissais               | CC Sud-Vendée-Littoral                             | 9,09             | 618 (2022)                        | 68                 | modifier les données · modifier les données |
| Le Perrier                          | 85172      | 85300             | Les Sables-d'Olonne | Saint-Jean-de-Monts                   | CC Océan-Marais-de-Monts                           | 33,22            | 2 210 (2022)                      | 67                 | modifier les données · modifier les données |
| Petosse                             | 85174      | 85570             | Fontenay-le-Comte   | La Châtaigneraie                      | CC Pays-de-Fontenay-Vendée                         | 15,90            | 684 (2022)                        | 43                 | modifier les données · modifier les données |
| Les Pineaux                         | 85175      | 85320             | Fontenay-le-Comte   | Mareuil-sur-Lay-Dissais               | CC Sud-Vendée-Littoral                             | 17,44            | 678 (2022)                        | 39                 | modifier les données · modifier les données |
| Pissotte                            | 85176      | 85200             | Fontenay-le-Comte   | Fontenay-le-Comte                     | CC Pays-de-Fontenay-Vendée                         | 11,96            | 1 144 (2022)                      | 96                 | modifier les données · modifier les données |
| Le Poiré-sur-Vie                    | 85178      | 85170             | La Roche-sur-Yon    | Aizenay                               | CC de Vie-et-Boulogne                              | 71,90            | 8 637 (2022)                      | 120                | modifier les données · modifier les données |
| Poiroux                             | 85179      | 85440             | Les Sables-d'Olonne | Talmont-Saint-Hilaire                 | CC Vendée-Grand-Littoral                           | 25,38            | 1 234 (2022)                      | 49                 | modifier les données · modifier les données |
| Pouillé                             | 85181      | 85570             | Fontenay-le-Comte   | Luçon                                 | CC Pays-de-Fontenay-Vendée                         | 17,48            | 643 (2022)                        | 37                 | modifier les données · modifier les données |
| Pouzauges                           | 85182      | 85700             | Fontenay-le-Comte   | Les Herbiers                          | CC du Pays-de-Pouzauges                            | 36,65            | 5 641 (2022)                      | 154                | modifier les données · modifier les données |
| Puy-de-Serre                        | 85184      | 85240             | Fontenay-le-Comte   | Fontenay-le-Comte                     | CC Vendée-Sèvre-Autise                             | 13,81            | 318 (2022)                        | 23                 | modifier les données · modifier les données |
| Puyravault                          | 85185      | 85450             | Fontenay-le-Comte   | Luçon                                 | CC Sud-Vendée-Littoral                             | 17,07            | 646 (2022)                        | 38                 | modifier les données · modifier les données |
| La Rabatelière                      | 85186      | 85250             | La Roche-sur-Yon    | Montaigu-Vendée                       | CC du Pays-de-Saint-Fulgent-les-Essarts            | 8,26             | 1 018 (2022)                      | 123                | modifier les données · modifier les données |
| Réaumur                             | 85187      | 85700             | Fontenay-le-Comte   | Les Herbiers                          | CC du Pays-de-Pouzauges                            | 22,09            | 861 (2022)                        | 39                 | modifier les données · modifier les données |
| La Réorthe                          | 85188      | 85210             | Fontenay-le-Comte   | La Châtaigneraie                      | CC Sud-Vendée-Littoral                             | 23,88            | 1 157 (2022)                      | 48                 | modifier les données · modifier les données |
| Rives-d'Autise                      | 85162      | 85240 85420       | Fontenay-le-Comte   | Fontenay-le-Comte                     | CC Vendée-Sèvre-Autise                             | 31,91            | 2 054 (2022)                      | 64                 | modifier les données · modifier les données |
| Rives de l'Yon                      | 85213      | 85310             | La Roche-sur-Yon    | Mareuil-sur-Lay-Dissais               | CA La Roche-sur-Yon - Agglomération                | 54,26            | 4 285 (2022)                      | 79                 | modifier les données · modifier les données |
| Rives-du-Fougerais                  | 85292      | 85410             | Fontenay-le-Comte   | La Châtaigneraie                      | CC du Pays-de-la-Châtaigneraie                     | 42,92            | 1 504 (2022)                      | 35                 | modifier les données · modifier les données |
| Rocheservière                       | 85190      | 85620             | La Roche-sur-Yon    | Aizenay                               | CA Terres de Montaigu, communauté d'agglomération  | 28,15            | 3 571 (2022)                      | 127                | modifier les données · modifier les données |
| Rochetrejoux                        | 85192      | 85510             | La Roche-sur-Yon    | Chantonnay                            | CC du Pays-de-Chantonnay                           | 10,92            | 980 (2022)                        | 90                 | modifier les données · modifier les données |
| Rosnay                              | 85193      | 85320             | Fontenay-le-Comte   | Mareuil-sur-Lay-Dissais               | CC Sud-Vendée-Littoral                             | 14,11            | 664 (2022)                        | 47                 | modifier les données · modifier les données |
| Les Sables-d'Olonne                 | 85194      | 85100 85180 85340 | Les Sables-d'Olonne | Les Sables-d'Olonne                   | CA Les Sables-d'Olonne-Agglomération               | 85,66            | 48 740 (2022)                     | 569                | modifier les données · modifier les données |
| Saint-André-Goule-d'Oie             | 85196      | 85250             | La Roche-sur-Yon    | Montaigu-Vendée                       | CC du Pays-de-Saint-Fulgent-les-Essarts            | 20,19            | 1 942 (2022)                      | 96                 | modifier les données · modifier les données |
| Saint-Aubin-des-Ormeaux             | 85198      | 85130             | La Roche-sur-Yon    | Mortagne-sur-Sèvre                    | CC du Pays-de-Mortagne                             | 12,63            | 1 382 (2022)                      | 109                | modifier les données · modifier les données |
| Saint-Aubin-la-Plaine               | 85199      | 85210             | Fontenay-le-Comte   | La Châtaigneraie                      | CC Sud-Vendée-Littoral                             | 11,63            | 533 (2022)                        | 46                 | modifier les données · modifier les données |
| Saint-Avaugourd-des-Landes          | 85200      | 85540             | Les Sables-d'Olonne | Mareuil-sur-Lay-Dissais               | CC Vendée-Grand-Littoral                           | 20,85            | 1 166 (2022)                      | 56                 | modifier les données · modifier les données |
| Saint-Benoist-sur-Mer               | 85201      | 85540             | Les Sables-d'Olonne | Mareuil-sur-Lay-Dissais               | CC Vendée-Grand-Littoral                           | 15,53            | 511 (2022)                        | 33                 | modifier les données · modifier les données |
| Saint-Christophe-du-Ligneron        | 85204      | 85670             | Les Sables-d'Olonne | Challans                              | CC Challans-Gois-Communauté                        | 42,42            | 2 653 (2022)                      | 63                 | modifier les données · modifier les données |
| Saint-Cyr-des-Gâts                  | 85205      | 85410             | Fontenay-le-Comte   | La Châtaigneraie                      | CC Pays-de-Fontenay-Vendée                         | 21,08            | 543 (2022)                        | 26                 | modifier les données · modifier les données |
| Saint-Cyr-en-Talmondais             | 85206      | 85540             | Les Sables-d'Olonne | Mareuil-sur-Lay-Dissais               | CC Vendée-Grand-Littoral                           | 13,91            | 400 (2022)                        | 29                 | modifier les données · modifier les données |
| Saint-Denis-du-Payré                | 85207      | 85580             | Fontenay-le-Comte   | Luçon                                 | CC Sud-Vendée-Littoral                             | 16,24            | 413 (2022)                        | 25                 | modifier les données · modifier les données |
| Saint-Denis-la-Chevasse             | 85208      | 85170             | La Roche-sur-Yon    | Aizenay                               | CC de Vie-et-Boulogne                              | 39,47            | 2 425 (2022)                      | 61                 | modifier les données · modifier les données |
| Saint-Étienne-de-Brillouet          | 85209      | 85210             | Fontenay-le-Comte   | La Châtaigneraie                      | CC Sud-Vendée-Littoral                             | 18,93            | 613 (2022)                        | 32                 | modifier les données · modifier les données |
| Saint-Étienne-du-Bois               | 85210      | 85670             | La Roche-sur-Yon    | Challans                              | CC de Vie-et-Boulogne                              | 29,44            | 2 251 (2022)                      | 76                 | modifier les données · modifier les données |
| Saint-Fulgent                       | 85215      | 85250             | La Roche-sur-Yon    | Montaigu-Vendée                       | CC du Pays-de-Saint-Fulgent-les-Essarts            | 36,82            | 3 924 (2022)                      | 107                | modifier les données · modifier les données |
| Saint-Georges-de-Pointindoux        | 85218      | 85150             | Les Sables-d’Olonne | Talmont-Saint-Hilaire                 | Pays-des-Achards                                   | 15,37            | 1 820 (2022)                      | 118                | modifier les données · modifier les données |
| Saint-Germain-de-Prinçay            | 85220      | 85110             | La Roche-sur-Yon    | Chantonnay                            | CC du Pays-de-Chantonnay                           | 24,34            | 1 629 (2022)                      | 67                 | modifier les données · modifier les données |
| Saint-Gervais                       | 85221      | 85230             | Les Sables-d'Olonne | Saint-Jean-de-Monts                   | CC Challans-Gois-Communauté                        | 41,90            | 2 752 (2022)                      | 66                 | modifier les données · modifier les données |
| Saint-Gilles-Croix-de-Vie           | 85222      | 85800             | Les Sables-d'Olonne | Saint-Hilaire-de-Riez                 | CA Pays de Saint-Gilles-Croix-de-Vie Agglomération | 10,25            | 8 140 (2022)                      | 794                | modifier les données · modifier les données |
| Saint-Hilaire-de-Riez               | 85226      | 85270             | Les Sables-d'Olonne | Saint-Hilaire-de-Riez                 | CA Pays de Saint-Gilles-Croix-de-Vie Agglomération | 48,85            | 12 923 (2022)                     | 265                | modifier les données · modifier les données |
| Saint-Hilaire-de-Voust              | 85229      | 85120             | Fontenay-le-Comte   | La Châtaigneraie                      | CC du Pays-de-la-Châtaigneraie                     | 18,86            | 628 (2022)                        | 33                 | modifier les données · modifier les données |
| Saint-Hilaire-des-Loges             | 85227      | 85240             | Fontenay-le-Comte   | Fontenay-le-Comte                     | CC Vendée-Sèvre-Autise                             | 35,20            | 1 904 (2022)                      | 54                 | modifier les données · modifier les données |
| Saint-Hilaire-la-Forêt              | 85231      | 85440             | Les Sables-d'Olonne | Talmont-Saint-Hilaire                 | CC Vendée-Grand-Littoral                           | 10,88            | 824 (2022)                        | 76                 | modifier les données · modifier les données |
| Saint-Hilaire-le-Vouhis             | 85232      | 85480             | La Roche-sur-Yon    | Chantonnay                            | CC du Pays-de-Chantonnay                           | 28,91            | 1 095 (2022)                      | 38                 | modifier les données · modifier les données |
| Saint-Jean-d'Hermine                | 85223      | 85210             | Fontenay-le-Comte   | La Châtaigneraie                      | CC Sud-Vendée-Littoral                             | 47,83            | 3 593 (2022)                      | 75                 | modifier les données · modifier les données |
| Saint-Jean-de-Monts                 | 85234      | 85160             | Les Sables-d'Olonne | Saint-Jean-de-Monts                   | CC Océan-Marais-de-Monts                           | 61,72            | 8 809 (2022)                      | 143                | modifier les données · modifier les données |
| Saint-Juire-Champgillon             | 85235      | 85210             | Fontenay-le-Comte   | La Châtaigneraie                      | CC Sud-Vendée-Littoral                             | 20,75            | 427 (2022)                        | 21                 | modifier les données · modifier les données |
| Saint-Julien-des-Landes             | 85236      | 85150             | Les Sables-d’Olonne | Talmont-Saint-Hilaire                 | Pays-des-Achards                                   | 28,31            | 2 018 (2022)                      | 71                 | modifier les données · modifier les données |
| Saint-Laurent-de-la-Salle           | 85237      | 85410             | Fontenay-le-Comte   | La Châtaigneraie                      | CC Pays-de-Fontenay-Vendée                         | 19,22            | 394 (2022)                        | 20                 | modifier les données · modifier les données |
| Saint-Laurent-sur-Sèvre             | 85238      | 85290             | La Roche-sur-Yon    | Mortagne-sur-Sèvre                    | CC du Pays-de-Mortagne                             | 15,79            | 3 613 (2022)                      | 229                | modifier les données · modifier les données |
| Saint-Maixent-sur-Vie               | 85239      | 85220             | Les Sables-d'Olonne | Saint-Hilaire-de-Riez                 | CA Pays de Saint-Gilles-Croix-de-Vie Agglomération | 10,71            | 1 196 (2022)                      | 112                | modifier les données · modifier les données |
| Saint-Malô-du-Bois                  | 85240      | 85590             | La Roche-sur-Yon    | Mortagne-sur-Sèvre                    | CC du Pays-de-Mortagne                             | 14,28            | 1 619 (2022)                      | 113                | modifier les données · modifier les données |
| Saint-Mars-la-Réorthe               | 85242      | 85590             | La Roche-sur-Yon    | Les Herbiers                          | CC du Pays des Herbiers                            | 9,28             | 1 033 (2022)                      | 111                | modifier les données · modifier les données |
| Saint-Martin-de-Fraigneau           | 85244      | 85200             | Fontenay-le-Comte   | Fontenay-le-Comte                     | CC Pays-de-Fontenay-Vendée                         | 13,56            | 802 (2022)                        | 59                 | modifier les données · modifier les données |
| Saint-Martin-des-Fontaines          | 85245      | 85570             | Fontenay-le-Comte   | La Châtaigneraie                      | CC Pays-de-Fontenay-Vendée                         | 5,64             | 169 (2022)                        | 30                 | modifier les données · modifier les données |
| Saint-Martin-des-Noyers             | 85246      | 85140             | La Roche-sur-Yon    | Chantonnay                            | CC du Pays-de-Chantonnay                           | 41,74            | 2 540 (2022)                      | 61                 | modifier les données · modifier les données |
| Saint-Martin-des-Tilleuls           | 85247      | 85130             | La Roche-sur-Yon    | Mortagne-sur-Sèvre                    | CC du Pays-de-Mortagne                             | 14,03            | 1 144 (2022)                      | 82                 | modifier les données · modifier les données |
| Saint-Martin-Lars-en-Sainte-Hermine | 85248      | 85210             | Fontenay-le-Comte   | La Châtaigneraie                      | CC Sud-Vendée-Littoral                             | 18,81            | 421 (2022)                        | 22                 | modifier les données · modifier les données |
| Saint-Mathurin                      | 85250      | 85150             | Les Sables-d'Olonne | Talmont-Saint-Hilaire                 | CA Les Sables-d'Olonne-Agglomération               | 23,51            | 2 443 (2022)                      | 104                | modifier les données · modifier les données |
| Saint-Maurice-des-Noues             | 85251      | 85120             | Fontenay-le-Comte   | La Châtaigneraie                      | CC du Pays-de-la-Châtaigneraie                     | 21,42            | 637 (2022)                        | 30                 | modifier les données · modifier les données |
| Saint-Maurice-le-Girard             | 85252      | 85390             | Fontenay-le-Comte   | La Châtaigneraie                      | CC du Pays-de-la-Châtaigneraie                     | 11,42            | 598 (2022)                        | 52                 | modifier les données · modifier les données |
| Saint-Mesmin                        | 85254      | 85700             | Fontenay-le-Comte   | Les Herbiers                          | CC du Pays-de-Pouzauges                            | 26,28            | 1 771 (2022)                      | 67                 | modifier les données · modifier les données |
| Saint-Michel-en-l'Herm              | 85255      | 85580             | Fontenay-le-Comte   | Luçon                                 | CC Sud-Vendée-Littoral                             | 54,80            | 2 347 (2022)                      | 43                 | modifier les données · modifier les données |
| Saint-Michel-le-Cloucq              | 85256      | 85200             | Fontenay-le-Comte   | Fontenay-le-Comte                     | CC Pays-de-Fontenay-Vendée                         | 17,69            | 1 263 (2022)                      | 71                 | modifier les données · modifier les données |
| Saint-Paul-en-Pareds                | 85259      | 85500             | La Roche-sur-Yon    | Les Herbiers                          | CC du Pays des Herbiers                            | 12,32            | 1 382 (2022)                      | 112                | modifier les données · modifier les données |
| Saint-Paul-Mont-Penit               | 85260      | 85670             | La Roche-sur-Yon    | Challans                              | CC de Vie-et-Boulogne                              | 16,58            | 857 (2022)                        | 52                 | modifier les données · modifier les données |
| Saint-Philbert-de-Bouaine           | 85262      | 85660             | La Roche-sur-Yon    | Aizenay                               | CA Terres de Montaigu, communauté d'agglomération  | 50,16            | 3 622 (2022)                      | 72                 | modifier les données · modifier les données |
| Saint-Pierre-du-Chemin              | 85264      | 85120             | Fontenay-le-Comte   | La Châtaigneraie                      | CC du Pays-de-la-Châtaigneraie                     | 29,65            | 1 340 (2022)                      | 45                 | modifier les données · modifier les données |
| Saint-Pierre-le-Vieux               | 85265      | 85420             | Fontenay-le-Comte   | Fontenay-le-Comte                     | CC Vendée-Sèvre-Autise                             | 23,19            | 924 (2022)                        | 40                 | modifier les données · modifier les données |
| Saint-Prouant                       | 85266      | 85110             | La Roche-sur-Yon    | Chantonnay                            | CC du Pays-de-Chantonnay                           | 12,86            | 1 671 (2022)                      | 130                | modifier les données · modifier les données |
| Saint-Révérend                      | 85268      | 85220             | Les Sables-d'Olonne | Saint-Hilaire-de-Riez                 | CA Pays de Saint-Gilles-Croix-de-Vie Agglomération | 15,82            | 1 526 (2022)                      | 96                 | modifier les données · modifier les données |
| Saint-Sigismond                     | 85269      | 85420             | Fontenay-le-Comte   | Fontenay-le-Comte                     | CC Vendée-Sèvre-Autise                             | 10,46            | 424 (2022)                        | 41                 | modifier les données · modifier les données |
| Saint-Urbain                        | 85273      | 85230             | Les Sables-d'Olonne | Saint-Jean-de-Monts                   | CC Challans-Gois-Communauté                        | 16,39            | 1 996 (2022)                      | 122                | modifier les données · modifier les données |
| Saint-Valérien                      | 85274      | 85570             | Fontenay-le-Comte   | La Châtaigneraie                      | CC Pays-de-Fontenay-Vendée                         | 14,30            | 549 (2022)                        | 38                 | modifier les données · modifier les données |
| Saint-Vincent-Sterlanges            | 85276      | 85110             | La Roche-sur-Yon    | Chantonnay                            | CC du Pays-de-Chantonnay                           | 4,46             | 753 (2022)                        | 169                | modifier les données · modifier les données |
| Saint-Vincent-sur-Graon             | 85277      | 85540             | Les Sables-d'Olonne | Mareuil-sur-Lay-Dissais               | CC Vendée-Grand-Littoral                           | 48,79            | 1 592 (2022)                      | 33                 | modifier les données · modifier les données |
| Saint-Vincent-sur-Jard              | 85278      | 85520             | Les Sables-d'Olonne | Talmont-Saint-Hilaire                 | CC Vendée-Grand-Littoral                           | 14,65            | 1 602 (2022)                      | 109                | modifier les données · modifier les données |
| Sainte-Cécile                       | 85202      | 85110             | La Roche-sur-Yon    | Chantonnay                            | CC du Pays-de-Chantonnay                           | 32,73            | 1 587 (2022)                      | 48                 | modifier les données · modifier les données |
| Sainte-Flaive-des-Loups             | 85211      | 85150             | Les Sables-d’Olonne | Talmont-Saint-Hilaire                 | Pays-des-Achards                                   | 36,11            | 2 547 (2022)                      | 71                 | modifier les données · modifier les données |
| Sainte-Florence                     | 85212      | 85140             | La Roche-sur-Yon    | Chantonnay                            | CC du Pays-de-Saint-Fulgent-les-Essarts            | 17,09            | 1 338 (2022)                      | 78                 | modifier les données · modifier les données |
| Sainte-Foy                          | 85214      | 85150             | Les Sables-d'Olonne | Talmont-Saint-Hilaire                 | CA Les Sables-d'Olonne-Agglomération               | 15,62            | 2 592 (2022)                      | 166                | modifier les données · modifier les données |
| Sainte-Gemme-la-Plaine              | 85216      | 85400             | Fontenay-le-Comte   | Luçon                                 | CC Sud-Vendée-Littoral                             | 35,52            | 2 074 (2022)                      | 58                 | modifier les données · modifier les données |
| Sainte-Pexine                       | 85261      | 85320             | Fontenay-le-Comte   | Mareuil-sur-Lay-Dissais               | CC Sud-Vendée-Littoral                             | 15,76            | 297 (2022)                        | 19                 | modifier les données · modifier les données |
| Sainte-Radégonde-des-Noyers         | 85267      | 85450             | Fontenay-le-Comte   | Luçon                                 | CC Sud-Vendée-Littoral                             | 31,13            | 982 (2022)                        | 32                 | modifier les données · modifier les données |
| Sallertaine                         | 85280      | 85300             | Les Sables-d'Olonne | Challans                              | CC Challans-Gois-Communauté                        | 49,45            | 3 390 (2022)                      | 69                 | modifier les données · modifier les données |
| Sérigné                             | 85281      | 85200             | Fontenay-le-Comte   | La Châtaigneraie                      | CC Pays-de-Fontenay-Vendée                         | 18,69            | 1 029 (2022)                      | 55                 | modifier les données · modifier les données |
| Sèvremont                           | 85090      | 85700             | Fontenay-le-Comte   | Les Herbiers                          | CC du Pays-de-Pouzauges                            | 88,64            | 6 401 (2022)                      | 72                 | modifier les données · modifier les données |
| Sigournais                          | 85282      | 85110             | La Roche-sur-Yon    | Chantonnay                            | CC du Pays-de-Chantonnay                           | 18,30            | 972 (2022)                        | 53                 | modifier les données · modifier les données |
| Soullans                            | 85284      | 85300             | Les Sables-d'Olonne | Saint-Jean-de-Monts                   | CC Océan-Marais-de-Monts                           | 41,09            | 4 535 (2022)                      | 110                | modifier les données · modifier les données |
| Le Tablier                          | 85285      | 85310             | La Roche-sur-Yon    | Mareuil-sur-Lay-Dissais               | CA La Roche-sur-Yon - Agglomération                | 9,28             | 756 (2022)                        | 81                 | modifier les données · modifier les données |
| La Taillée                          | 85286      | 85450             | Fontenay-le-Comte   | Luçon                                 | CC Sud-Vendée-Littoral                             | 11,57            | 551 (2022)                        | 48                 | modifier les données · modifier les données |
| Tallud-Sainte-Gemme                 | 85287      | 85390             | Fontenay-le-Comte   | Les Herbiers                          | CC du Pays-de-Pouzauges                            | 18,57            | 447 (2022)                        | 24                 | modifier les données · modifier les données |
| Talmont-Saint-Hilaire               | 85288      | 85440             | Les Sables-d'Olonne | Talmont-Saint-Hilaire                 | CC Vendée-Grand-Littoral                           | 89,53            | 8 327 (2022)                      | 93                 | modifier les données · modifier les données |
| Terval                              | 85289      | 85120             | Fontenay-le-Comte   | La Châtaigneraie                      | CC du Pays-de-la-Châtaigneraie                     | 45,78            | 2 173 (2022)                      | 47                 | modifier les données · modifier les données |
| Thiré                               | 85290      | 85210             | Fontenay-le-Comte   | La Châtaigneraie                      | CC Sud-Vendée-Littoral                             | 11,60            | 538 (2022)                        | 46                 | modifier les données · modifier les données |
| Thorigny                            | 85291      | 85480             | La Roche-sur-Yon    | Chantonnay                            | CA La Roche-sur-Yon - Agglomération                | 32,15            | 1 255 (2022)                      | 39                 | modifier les données · modifier les données |
| Tiffauges                           | 85293      | 85130             | La Roche-sur-Yon    | Mortagne-sur-Sèvre                    | CC du Pays-de-Mortagne                             | 9,92             | 1 556 (2022)                      | 157                | modifier les données · modifier les données |
| La Tranche-sur-Mer                  | 85294      | 85360             | Les Sables-d'Olonne | Mareuil-sur-Lay-Dissais               | CC Sud-Vendée-Littoral                             | 17,63            | 3 129 (2022)                      | 177                | modifier les données · modifier les données |
| Treize-Septiers                     | 85295      | 85600             | La Roche-sur-Yon    | Montaigu-Vendée                       | CA Terres de Montaigu, communauté d'agglomération  | 21,84            | 3 361 (2022)                      | 154                | modifier les données · modifier les données |
| Treize-Vents                        | 85296      | 85590             | La Roche-sur-Yon    | Mortagne-sur-Sèvre                    | CC du Pays-de-Mortagne                             | 19,12            | 1 240 (2022)                      | 65                 | modifier les données · modifier les données |
| Triaize                             | 85297      | 85580             | Fontenay-le-Comte   | Luçon                                 | CC Sud-Vendée-Littoral                             | 58,80            | 1 061 (2022)                      | 18                 | modifier les données · modifier les données |
| Vairé                               | 85298      | 85150             | Les Sables-d'Olonne | Talmont-Saint-Hilaire                 | CA Les Sables-d'Olonne-Agglomération               | 28,12            | 1 951 (2022)                      | 69                 | modifier les données · modifier les données |
| Les Velluire-sur-Vendée             | 85177      | 85770             | Fontenay-le-Comte   | Fontenay-le-Comte                     | CC Pays-de-Fontenay-Vendée                         | 26,49            | 1 366 (2022)                      | 52                 | modifier les données · modifier les données |
| Venansault                          | 85300      | 85190             | La Roche-sur-Yon    | La Roche-sur-Yon-1                    | CA La Roche-sur-Yon - Agglomération                | 44,49            | 4 743 (2022)                      | 107                | modifier les données · modifier les données |
| Vendrennes                          | 85301      | 85250             | La Roche-sur-Yon    | Montaigu-Vendée                       | CC du Pays des Herbiers                            | 16,92            | 1 802 (2022)                      | 107                | modifier les données · modifier les données |
| Vix                                 | 85303      | 85770             | Fontenay-le-Comte   | Fontenay-le-Comte                     | CC Vendée-Sèvre-Autise                             | 28,53            | 1 829 (2022)                      | 64                 | modifier les données · modifier les données |
| Vouillé-les-Marais                  | 85304      | 85450             | Fontenay-le-Comte   | Luçon                                 | CC Sud-Vendée-Littoral                             | 9,14             | 782 (2022)                        | 86                 | modifier les données · modifier les données |
| Vouvant                             | 85305      | 85120             | Fontenay-le-Comte   | La Châtaigneraie                      | CC Pays-de-Fontenay-Vendée                         | 20,20            | 823 (2022)                        | 41                 | modifier les données · modifier les données |
| Xanton-Chassenon                    | 85306      | 85240             | Fontenay-le-Comte   | Fontenay-le-Comte                     | CC Vendée-Sèvre-Autise                             | 19,24            | 743 (2022)                        | 39                 | modifier les données · modifier les données |
| Vendée                              | 85         |                   |                     |                                       |                                                    | 6 720,00         | 706 343 (2022)                    | 105                | modifier les données                        |

## Caractéristiques communales du département

### Superficie
Alors que la Vendée admet une superficie de 6 760,61 kilomètres carrés, la taille moyenne d'une commune est de 26,20.
| Rang | Nom                   | Superficie (km2) |
| ---- | --------------------- | ---------------- |
| 1    | Montaigu-Vendée       | 117,92           |
| 2    | Essarts-en-Bocage     | 100,59           |
| 3    | Talmont-Saint-Hilaire | 90,48            |
| 4    | Sèvremont             | 89,02            |
| 5    | Les Herbiers          | 88,87            |
| 6    | La Roche-sur-Yon      | 87,79            |
| 7    | Les Sables-d'Olonne   | 86,07            |
| 8    | Chantonnay            | 83,87            |
| 9    | Aizenay               | 81,99            |
| 10   | Le Poiré-sur-Vie      | 72,00            |
| 11   | Challans              | 65,47            |
| 12   | Saint-Jean-de-Monts   | 62,25            |
| 13   | Bournezeau            | 61,08            |
| 14   | La Garnache           | 60,52            |
| 15   | Chanverrie            | 59,41            |

| Rang | Nom                        | Superficie (km2) |
| ---- | -------------------------- | ---------------- |
| 1    | Mallièvre                  | 0,22             |
| 2    | La Chaize-Giraud           | 2,78             |
| 3    | Marillet                   | 4,21             |
| 4    | Saint-Vincent-Sterlanges   | 4,57             |
| 5    | Saint-Martin-des-Fontaines | 5,71             |
| 6    | Curzon                     | 5,93             |
| 7    | La Couture                 | 7,23             |
| 8    | La Faute-sur-Mer           | 7,26             |
| 9    | Palluau                    | 7,49             |
| 10   | La Guérinière              | 7,90             |
| 11   | La Châtaigneraie           | 7,96             |
| 12   | La Rabatelière             | 8,25             |
| 13   | La Jaudonnière             | 8,28             |
| 14   | Le Mazeau                  | 8,32             |
| 15   | Liez                       | 8,48             |

### Population
Au 1er janvier 2016, la Vendée compte 670 597 habitants, ce qui fait en moyenne une population de 2 599 habitants par commune.
| Rang | Nom                       | Population (hab.) |
| ---- | ------------------------- | ----------------- |
| 1    | La Roche-sur-Yon          | 53 741            |
| 2    | Les Sables-d'Olonne       | 45 030            |
| 3    | Challans                  | 20 303            |
| 4    | Montaigu-Vendée           | 20 084            |
| 5    | Les Herbiers              | 15 972            |
| 6    | Fontenay-le-Comte         | 13 424            |
| 7    | Saint-Hilaire-de-Riez     | 11 049            |
| 8    | Luçon                     | 9 467             |
| 9    | Aizenay                   | 9 314             |
| 10   | Essarts-en-Bocage         | 8 804             |
| 11   | Saint-Jean-de-Monts       | 8 636             |
| 12   | Le Poiré-sur-Vie          | 8 497             |
| 13   | Chantonnay                | 8 291             |
| 14   | Saint-Gilles-Croix-de-Vie | 7 570             |
| 15   | Talmont-Saint-Hilaire     | 7 510             |

| Rang | Nom                        | Population (hab.) |
| ---- | -------------------------- | ----------------- |
| 1    | Marillet                   | 110               |
| 2    | Saint-Martin-des-Fontaines | 175               |
| 3    | Faymoreau                  | 208               |
| 4    | La Couture                 | 216               |
| 5    | Sainte-Pexine              | 246               |
| 6    | La Chapelle-aux-Lys        | 249               |
| 7    | Mallièvre                  | 256               |
| 8    | Liez                       | 276               |
| 9    | Cezais                     | 301               |
| 10   | Puy-de-Serre               | 320               |
| 11   | Saint-Laurent-de-la-Salle  | 363               |
| 12   | Saint-Cyr-en-Talmondais    | 376               |
| 13   | La Chapelle-Thémer         | 382               |
| 14   | Loge-Fougereuse            | 383               |
| 15   | Saint-Denis-du-Payré       | 384               |

### Densité
Au 1er janvier 2016, la Vendée compte 100 habitants par kilomètre carré.
| Rang | Nom                       | Densité (hab./km2) |
| ---- | ------------------------- | ------------------ |
| 1    | Mallièvre                 | 1 164              |
| 2    | Saint-Gilles-Croix-de-Vie | 724                |
| 3    | La Roche-sur-Yon          | 612                |
| 4    | Les Sables-d'Olonne       | 502                |
| 5    | Fontenay-le-Comte         | 393                |
| 6    | La Chaize-Giraud          | 382                |
| 7    | La Châtaigneraie          | 317                |
| 8    | Challans                  | 310                |
| 9    | Luçon                     | 301                |
| 10   | Mortagne-sur-Sèvre        | 271                |
| 11   | Le Fenouiller             | 262                |
| 12   | Cugand                    | 252                |
| 13   | Mouilleron-le-Captif      | 247                |
| 14   | Noirmoutier-en-l'Île      | 234                |
| 15   | Saint-Laurent-sur-Sèvre   | 233                |

| Rang | Nom                                 | Densité (hab./km2) |
| ---- | ----------------------------------- | ------------------ |
| 1    | Sainte-Pexine                       | 15                 |
| 2    | Grues                               | 17                 |
| 3    | Triaize                             | 18                 |
| 4    | Saint-Laurent-de-la-Salle           | 19                 |
| —    | Faymoreau                           | 19                 |
| 6    | Saint-Juire-Champgillon             | 20                 |
| —    | Moreilles                           | 20                 |
| 8    | Saint-Martin-Lars-en-Sainte-Hermine | 22                 |
| 9    | Puy-de-Serre                        | 23                 |
| —    | La Chapelle-aux-Lys                 | 23                 |
| 11   | Saint-Denis-du-Payré                | 24                 |
| 12   | Cezais                              | 25                 |
| —    | La Chapelle-Thémer                  | 25                 |
| —    | Tallud-Sainte-Gemme                 | 25                 |
| —    | Saint-Cyr-des-Gâts                  | 25                 |